# Царево (Тульская область)
Царево — село в Щёкинском районе Тульской области России.
В рамках административно-территориального устройства относится к Пироговской сельской администрации Щёкинского района, в рамках организации местного самоуправления входит в сельское поселение Лазаревское.

## География
Расположено в 30 км к югу от железнодорожной станции города Щёкино.

## Население
| 2002 | 2010 |
| ---- | ---- |
| 274  | ↗275 |